# Enllaç metàl·lic

En l'enllaç metàl·lic alguns electrons es mouen entre els àtoms amb facilitat

Un enllaç metàl·lic és una mena d'enllaç químic típic dels elements metàl·lics i que es dona entre elements d'electronegativitat iguals o baixes. Normalment, es dona entre àtoms del mateix metall o de metalls diferents. En aquest enllaç hi ha una superposició d'orbitals i els electrons de valència es mouen entre la xarxa de cations resultant, pertanyent a la vegada a diversos cations.
Perquè es formi un enllaç metàl·lic cal que:
- els elements tinguin una baixa electronegativitat
- tinguin orbitals desocupats

## Propietats dels compostos metàl·lics
- Formen xarxes cristal·lines[2] compactes amb alt índex de coordinació (nombre d'àtoms que envolten un àtom donat).
- Són de densitat elevada, a causa del seu alt índex de coordinació.
- Són dúctils i mal·leables.
- Són bons conductors tèrmics i elèctrics,[2] ja que els electrons que es mouen transmetent els impulsos tèrmics, ja que en ser escalfats els electrons s'exciten i xoquen entre els mateixos electrons i amb els cations, el que fa que es propagui.
- Són insolubles en qualsevol dissolvent.
- Presenten brillantor metàl·lica i, en ser tallats, una lluentor grisa, excepte el níquel i l'or, en els quals és daurada.
- Emeten electrons quan són escalfats (efecte termodinàmic) o quan hi incideix llum d'una certa freqüència (efecte fotoelèctric).

L'enllaç metàl·lic és característic dels elements metàl·lics, és un enllaç fort, primari, que es forma entre elements de la mateixa espècie. Els àtoms, en estar tan propers units d'un altre, interaccionen els nuclis juntament amb els seus núvols electrònics empaquetant-se en les tres dimensions, pel que queden envoltats de tals núvols. Aquests electrons lliures són els responsables que els metalls presenten una elevada conductivitat elèctrica i tèrmica, ja que aquests es poden moure amb facilitat si es posen en contacte amb una font elèctrica. Presenten lluentor i són mal·leables.
Els elements amb un enllaç metàl·lic estan compartint un gran nombre d'electrons de valència, formant un mar d'electrons envoltant un enreixat gegant de cations.
Els metalls tenen punts de fusió més alts pel que es dedueix que hi ha enllaços més forts entre els diferents àtoms.
La vinculació metàl·lica és no polar, tot just hi ha (per als metalls elementals puros) o molt poca (per als aliatges) diferència d'electronegativitat entre els àtoms que participen en la interacció de la vinculació, i els electrons implicats en el que és la interacció a través de l'estructura cristal·lina del metall. L'enllaç metàl·lic explica moltes característiques físiques de metalls, tals com força, mal·leabilitat, ductilitat, conducció de la calor i de l'electricitat, i lustre.
La vinculació metàl·lica és l'atracció electroestàtica entre els àtoms del metall o els ions i electrons deslocalitzats. Aquesta és la raó per la qual s'explica un lliscament de capes, donant per resultat la seua característica mal·leabilitat i ductilitat.
Els àtoms del metall tenen almenys un electró de valència, no comparteixen aquests electrons amb els àtoms veïns, ni perden electrons per a formar els ions. El model utilitzat per representar l'enllaç metàl·lic és un núvol d'electrons o mar electrònica. Consisteix a posar els cations en forma de xarxa i els electrons de valència a l'espai interatòmic.